# Het Zuidelijk Toneel
Het Zuidelijk Toneel (HZT; frei übersetzt: Das Theater des Südens) ist eine niederländische Theatergesellschaft. Sie hat seit 2009 ihren Sitz in Tilburg, davor in Eindhoven und gibt Vorstellungen in den Niederlanden wie auch in Flandern.

## Geschichte
Het Zuidelijk Toneel wurde 1954 als Stichting Het Brabants Toneel gegründet. Bereits nach einem Jahr wurde der Name auf den heutigen Namen geändert, allerdings wurde zwischen 1968 und 1984 die Ergänzung Globe angefügt, welche zeitweilig sogar alleinig als Kurzbezeichnung für die Gesellschaft verwandt wurde. 1983 gab es eine Zusammenarbeit mit der New Yorker Wooster Group. 2001 vereinigte sich die Gesellschaft mit der Theatergroep Hollandia zur ZT Hollandia. Seit der Auflösung von ZT Hollandia im Jahr 2005 firmiert das Unternehmen wieder unter dem Namen Het Zuidelijk Toneel. 2010 zog das Theater von Eindhoven nach Tilburg.
Als künstlerische Leiter wirkten hier u. a. Johan Simons (2001–2005) unnd Ivo van Hove (1990–2000).
Het Zuidelijk Toneel ist nach der Neuaufstellung des niederländischen Theatersystems eine von neun staatlich subventionierten Theatergesellschaften. Der regionale Schwerpunkt der künstlerischen Arbeit liegt hierbei in Noord-Brabant.